# Zhang Liao
Zhang Liao (169 - 222) va ser un general militar sota el comandament del poderós senyor de la guerra Cao Cao durant la Dinastia Han Oriental i l'era dels Tres Regnes de la història xinesa. Va participar en moltes campanyes, incloses les de contra els hereus de Yuan Shao i la tribu Wuhuan. Però va ser més conegut pel seu paper fonamental en la Batalla de Hefei en el 208 EC, on va defensar amb èxit la ciutat de Hefei contra els avenços de l'exèrcit massiu de Sun Quan.